# 희소돌기아교세포

뉴런과 희소돌기아교세포 및 미엘린 수초

희소돌기아교세포(稀少突起阿膠細胞, Oligodendrocyte, Oligodendroglia) 혹은 핍돌기신경교세포는 그리스어로 가지를 가진 세포를 의미한다. 신경교세포의 한 유형이다. 주요 기능은 말초신경계에서 슈반 세포에 의해 수행되는 기능과 같이 척추동물의 중추신경계에서 축삭을 지지하고 절연하는 것이다. 희소돌기아교세포는 지질과 단백질의 비율이 8:2인 미엘린 수초로 절연한다. 희소돌기아교세포 하나는 각 축삭마다 미엘린 수초 약 1 μm를 축삭 50개에까지 연장할 수 있다. 슈반 세포는 이와 달리 축삭 하나에만 수초를 형성한다. 각 희소돌기아교세포는 인접한 축삭 여러 개에 미엘린 한 분절을 형성한다.

## 기원
신경교세포의 일종인 희소돌기아교세포는 발생 동안 희소돌기아교세포 전구 세포에서 기원한다. 전구 세포는 갱글리오사이드 GD3, 뉴런-신경교세포 항원 2(NG2) 콘드로이틴 황산 프로테오글라이칸, 혈소판 유래 성장인자 α 수용체 소단위 등 다양한 항원을 발현한다. 희소돌기아교세포는 배아 시기와 출생 후 초기에 뇌실주위 종자 영역에서 발달한다.
희소돌기아교세포는 뇌와 척수로 구성된 중추신경계에서만 발견된다. 원래는 배쪽 신경관에서 생성된다고 보았으나, 현재는 배아의 척수 배쪽 뇌실 영역에서 기원한다는 것이 밝혀졌다. 희소돌기아교세포는 중추신경계에서 마지막으로 생성되는 세포 유형이다.
미엘린화는 뇌의 특정한 몇 영역에서만 이루어지고, 성인기까지 이어져 25-30세 경까지 계속된다. 성인의 뇌에서 이루어지는 희소돌기아교세포 형성에는 신경교세포로 분화 방향이 제한된 전구체 세포, 희소돌기아교세포 전구체 세포가 관여한다. 뇌실밑구역 세포가 종자 구역에서 이주해와서 발생중인 백질과 회백질이 되고, 그곳에서 분화 및 성숙하여 미엘린을 형성하는 희소돌기아교세포가 된다. 희소돌기아교세포 전구체 세포가 이러한 과정을 거치는지는 명확하지 않다. 몇몇은 세포자살하고, 분화에 실패하고 성숙하지 못한 희소돌기아교세포가 성인의 희소돌기아교세포 전구체로 남는다는 보고가 있다.

## 기능

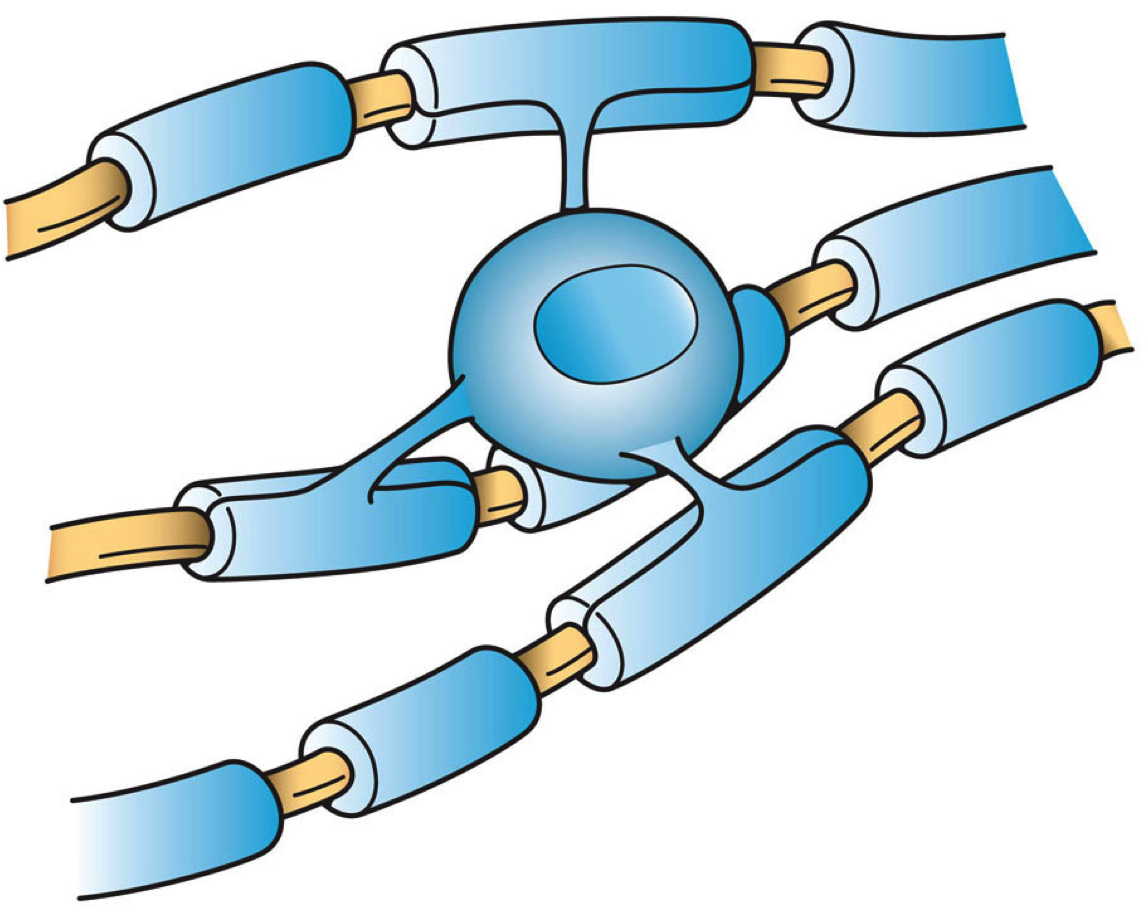
여러 축삭에 미엘린을 형성하고 있는 희소돌기아교세포

신경계통의 일부인 희소돌기아교세포는 신경세포와 밀접한 연관이 있고, 다른 신경교세포와 마찬가지로 뉴런을 지지하는 역할을 한다. 포유류의 신경계는 이온 누출을 막고 세포막의 전기 용량을 감소시키는 미엘린 수초에 크게 의존한다. 슈반 세포(말초신경계의 경우)와 희소돌기아교세포(중추신경계)의 랑비에결절에서는 도약 전도가 일어나 활동전위의 전도 속도를 높인다. 수초가 있는 축삭의 전도 속도는 축삭의 지름에 따라 선형적으로 증가하는 반면, 수초가 없는 축삭에서는 축삭 지름의 제곱근에 비례하여 증가한다. 절연 두께는 중심에 있는 축삭의 지름에 비례하여야 한다. 축삭 섬유 지름과 수초를 포함한 축삭 지름의 이상적인 비율은 0.6이다.
위성 희소돌기아교세포는 기능적으로 다른 희소돌기아교세포와 다르다. 위성 희소돌기아교세포는 뉴런에 부착되어 절연 역할을 하지 않는 대신 뉴런과 나란히 존재하면서 세포외액을 조절한다. 일반적인 희소돌기아교세포는 백색질의 일부이지만, 위성 희소돌기아교세포는 회백질의 일부로 간주된다.
미엘린화는 지능에 중요한 요소이다. 풍족한 환경에서 자란 쥐는 뇌들보에 수초가 더 발달했다는 보고가 있다.

## 병리학

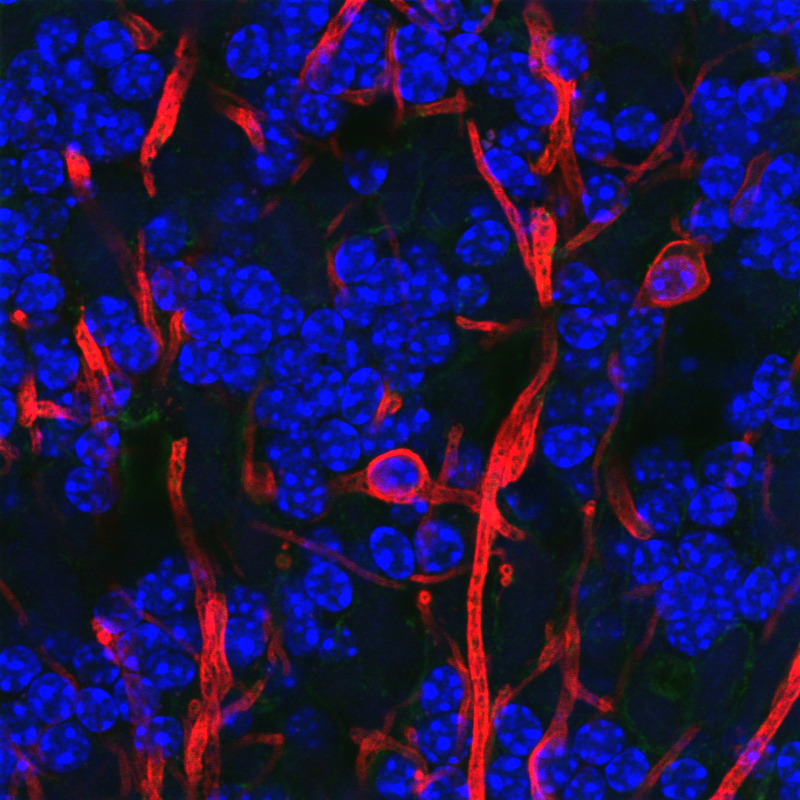
쥐 소뇌에 있는 희소돌기아교세포. 빨간색이 수초 염기성 단백질로 희소돌기아교세포를 나타내고, 파란색은 대부분 작은 사이뉴런인 소뇌 과립세포의 DNA이다.

탈수초 질병은 희소돌기아교세포가 손상되어 생기는 질병으로, 다발성 경화증과 백색질형성장애가 이에 속한다. 척수 손상 등 외상으로 탈수초 현상이 일어날 수 있다. 뇌성마비는 때로 뇌실주위 백질연화증으로 인해 나타나기도 하지만, 대부분 선천적이고 새로 형성되는 뇌가 손상되어 발병한다. 뇌성마비와 척수 손상, 뇌졸중, 다발성 경화증에서 희소돌기아교세포는 신경전달물질인 글루탐산이 과도하게 방출되거나 NMDA 수용체로 인하여 손상된다. 희소돌기아교세포 기능이상은 양극성장애와 조현병의 병태생리학과 연관이 있다.
희소돌기아교세포는 JC 바이러스에 감염되기 쉽다. JC 바이러스는 백색질에 특이적인 영향을 미치는 진행성 다초점 백색질뇌병증(pogressive multifocal leukoencephalopathy)을 일으키며, 면역억제 환자에게 주로 발병한다. 희소돌기아교세포에 생기는 종양을 희소돌기신경교종(oligodendroglioma)이라 한다. 화학치료제인 플루오로유라실(fluorouracil, 5-FU)은 설치류의 희소돌기아교세포를 손상시켜 급성 중추신경계 손상을 일으키거나 중추신경계 퇴행 속도를 빠르게 한다.

## 같이 보기
- 신경교세포
- 슈반세포